# Università Silpakorn
L'Università Silpakorn  (in lingua thai: มหาวิทยาลัยศิลปากร; trascrizione RTGS: Mahawitthyalai Silapakorn) fu fondata nel 1943 a Bangkok, la capitale della Thailandia, dall'italiano Corrado Feroci naturalizzato thailandese con il nome Silpa Bhirasri. È attualmente la principale università thailandese di belle arti ed offre corsi di laurea in 15 diversi istituti.

## Storia

### Fondazione
Nel 1923 Feroci giunse in Siam, l'antico nome della Thailandia, come scultore di corte, e nel giro di qualche anno gli fu affidata l'esecuzione dei più importanti monumenti della capitale. Nel 1926 fu incaricato di avviare una scuola sperimentale di pittura e scultura ed i corsi ebbero un successo tale che il governo gli propose di programmare una vera e propria scuola di formazione per giovani artisti. L'idea venne accantonata per mancanza di fondi e fu realizzata nel 1932 quando fondò la Scuola d'Arte Silpakorn, della quale fu nominato direttore. La struttura fu istituita in uno degli edifici del Palazzo Tha Pra, dove tuttora si trova il campus principale dell'ateneo, proprio di fronte al Grande Palazzo Reale.
Strutturò la scuola ispirandosi all'Accademia di belle arti di Firenze dove si era diplomato, e nel 1942 mutò il nome in scuola di belle arti. L'anno successivo divenne l'Università Silpakorn, di cui fu nominato rettore. All'inizio comprendeva corsi di diploma triennali e corsi di laurea quinquennali di pittura e scultura. Fu la prima università di belle arti e la terza in assoluto della Thailandia, dopo la Chulalongkorn e la Thammasat. In omaggio a Feroci, la canzone Santa Lucia fu adottata come inno ufficiale. Fu proprio nel periodo in cui venne inaugurata l'università che Feroci prese la cittadinanza thailandese ed il nome locale Silpa Bhirasri, venendo quindi liberato dalla prigionia cui era stato costretto dalle forze di occupazione giapponesi.

### Espansione
Nel 1968, il Ministero dell'Istruzione diede i permessi per l'apertura di nuove facoltà e in quello stesso anno fu inaugurato il campus del Palazzo Sanam Chan di Nakhon Pathom, non lontano da Bangkok. L'aggiunta di altre facoltà portò a costruire la succursale denominata Phetchaburi IT, situata nei dintorni della località balneare di Hua Hin, nel sud del Paese. L'ufficio del presidente dell'università si trova attualmente nel distretto Talingchan di Bangkok, nella zona di Thonburi.

## Facoltà,collegee scuole di laurea
L'Università Silpakorn si compone di 13 facoltà, una scuola di laurea ed un college:

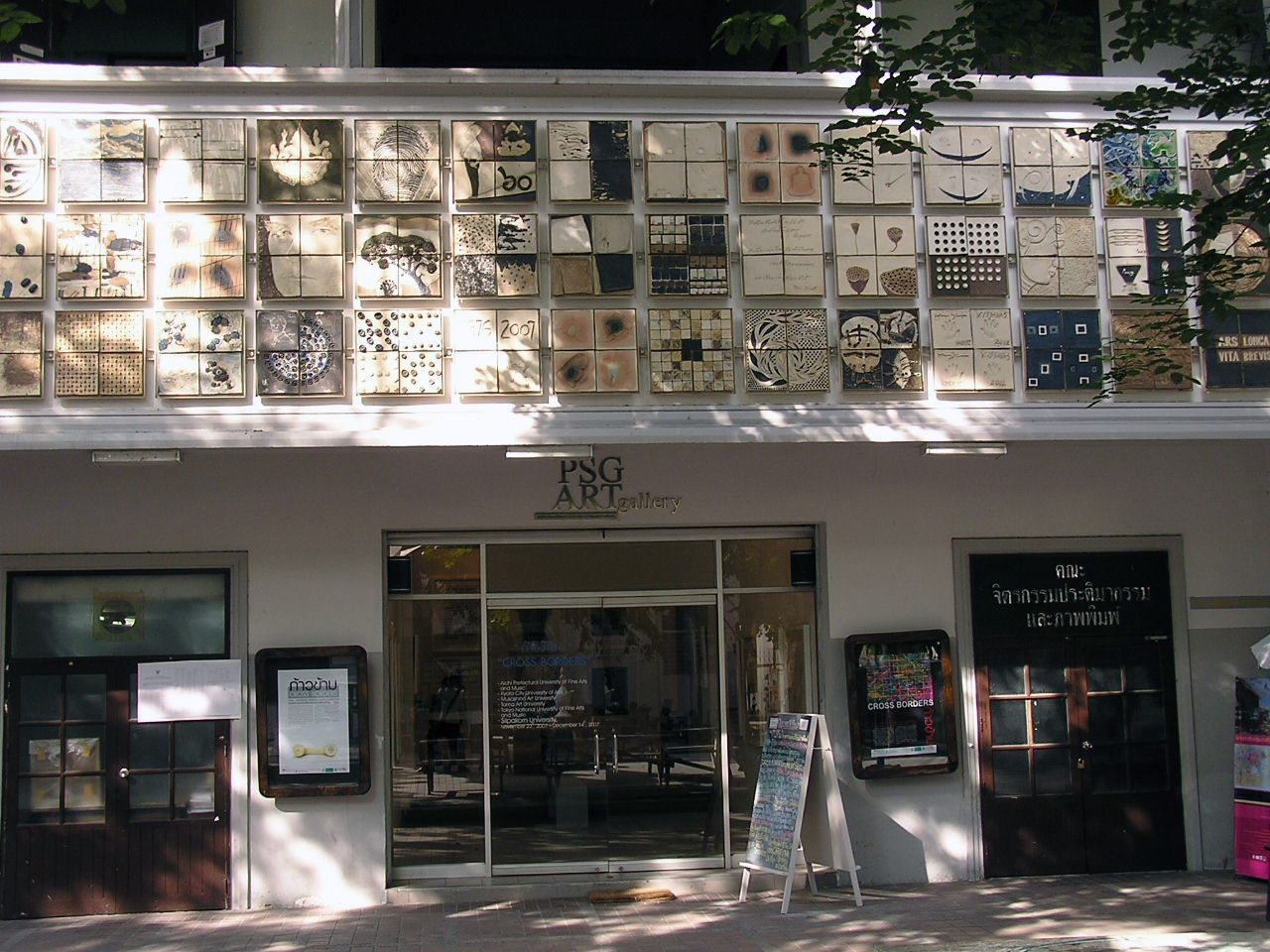
La Facoltà di Pittura, Scultura ed Arti Grafiche nel campus di Palazzo Thapra

- Facoltà di Pittura, Scultura ed Arti Grafiche
- Facoltà di Architettura, su arch.su.ac.th.
- Facoltà di Archeologia, su archae.su.ac.th. URL consultato l'11 maggio 2013 (archiviato dall'url originale il 26 novembre 2010).
- Facoltà di Arti Decorative, su decorate.su.ac.th.
- Facoltà di Arti, su arts.su.ac.th.
- Facoltà di Scienze dell'Educazione, su educ.su.ac.th.
- Facoltà di Scienze, su sc.su.ac.th.
- Facoltà di Farmacia, su pharm.su.ac.th.
- Facoltà di Ingegneria e Tecnologia Industriale, su eng.su.ac.th.
- Facoltà di Zoologia e Agraria, su asat.su.ac.th.
- Facoltà di Musica, su music.su.ac.th.
- Scuola di Laurea, su graduate.su.ac.th.
- Facoltà di Scienze Manageriali, su management.su.ac.th. URL consultato l'11 maggio 2013 (archiviato dall'url originale il 26 novembre 2010).
- Facoltà di Informatica e Telecomunicazioni, su ict.su.ac.th.
- College Internazionale dell'Università Silpakorn, su suic.org. URL consultato l'11 maggio 2013 (archiviato dall'url originale il 10 dicembre 2010).